# Claude Dambury
Claude Dambury (Cayenne, 30 juli 1971) is een voormalig Frans-Guyaans voetballer.

## Carrière
Claude Dambury speelde tussen 1993 en 2009 voor Gueugnon, Gamba Osaka, Créteil, Martigues, Stade Reims en Macouria.

## Frans-Guyaans voetbalelftal
Claude Dambury debuteerde in 2008 in het Frans-Guyaans nationaal elftal en speelde 2 interlands.